# Kenji Kawai
Kenji Kawai (japonès: 川井 憲次)  (Shinagawa, 23 d'abril de 1957) és un compositor i arranjador japonés. Conegut com un dels grans noms del món de les bandes sonores, ha treballat en una àmplia gamma de produccions mixtes, incloent anime, programes de televisió, pel·lícules i videojocs. Entre els seus crèdits hi ha les sèries de Toei Kamen Rider Heisei Generations Forever, Seven Swords de Tsui Hark i Young Detective Dee: Rise of the Sea Dragon; Ip Man de Wilson Yip; pel·lícules de Mamoru Oshii com The Red Spectacles, StrayDog: Kerberos Panzer Cops, Ghost in the Shell, Patlabor i Avalon; adaptacions en anime dels mangues de Rumiko Takahashi Ranma ½ i Maison Ikkoku; l'adaptació en viu de Gantz i les pel·lícules de Hideo Nakata Ring, Ring 2, Chaos, Aigua fosca i Kaidan.
El seu nebot, Hidehiro Kawai, és baixista de Fox Capture Plan, una banda instrumental.

## Carrera
Després d'abandonar un programa d'enginyeria nuclear a la Universitat de Tokai, Kawai va començar a estudiar música a la Acadèmia de Música Shobi. Tanmateix, la va abandonar després de mig any. Amb uns quants amics, va crear la banda Muse, tocant rock de fusió i participant en concursos musicals. En competir en aquests certàmens, els membres de la banda van esdevenir tècnicament competents per entrar a la indústria musical i van decidir separar-se.
Després de deixar Muse, Kawai va començar a compondre música per a anuncis publicitaris al seu estudi. Mentre gravava música per a l'actor de ràdio i de veu Yūji Mitsuya, va conèixer el director musical Naoko Asari, que li va aconsellar que composés bandes sonores d'anime. Alguns dels seus treballs per a bandes sonores d'anime es poden trobar a Ranma ½ i Ghost in the Shell. Segons Kawai, no és bo per crear música a partir del no-res, ja que dibuixa sons a partir de les imatges de les obres. En la majoria dels casos, les imatges de l'anime encara no s'han creat, de manera que crea música a partir de referències a visuals de storyboard.
Després del seu èxit com a compositor musical de pel·lícules d'anime, es va involucrar en pel·lícules d'acció en directe. Va contribuir amb música a pel·lícules de terror: Ring, Ring 2, Dark Water, la pel·lícula japonesa-polonesa de ciència-ficció Avalon, la pel·lícula de Hong Kong Seven Swords i a la pel·lícula d’acció en viu Death Note.
Kawai ha treballat en diversos projectes amb el director Mamoru Oshii (tots dos membres de Headgear) i ha escrit partitures per a totes les pel·lícules de Hideo Nakata. El 2005, va ser nominat al premi Annie a la Millor música en un film animat per Innocence: Kôkaku kidôtai (Ghost in The Shell 2: Innocence). Per la música que va fer per a Seven Swords, A Battle of Wits, Ip Man, Ip Man 2, Young Detective Dee: Rise of the Sea Dragon, Ip Man 4: The Finale i LIMBO va ser nominat als Premis a la Millor Partitura de Pel·lícula Original als 25ens, 26ens, 28ens, 30ens, 39ens i 40ens Premis Hong Kong, el 2006, el 2007, el 2009, el 2011, el 2014, el 2020 i el 2022.

## Obres

### Anime / televisió
| Year | Title | Notes                                                       |
| ---- | --- | ----------------------------------------------------------- |
| 1986 | めぞん一刻 (Maison ikkoku) |                                                             |
| 1987 | デビルマン (Devilman – The Birth) | OVA                                                         |
| 1988 | 機動警察パトレイバ— (Mobile Police Patlabor)                                                                                           | OVA                                                         |
| 1988 | 吸血姫美夕 (Vampire Princess Miyu) | OVA                                                         |
| 1989 | 機動警察パトレイバ— (Patlabor) |                                                             |
| 1989 | らんま１／２ (Ranma 1/2) |                                                             |
| 1989 | 機動警察パトレイバ— 劇場版 (Patlabor)                                                                                                  | Pel·lícula                                                  |
| 1989 | 御先祖様万々歳！ (Gosenzo-sama Banbanzai!, Long Long Live the Ancestors!)                                                              | OVA                                                         |
| 1989 | らんま１／２ 熱闘編 (Ranma 1/2: Nettohen)                                                                                              |                                                             |
| 1990 | デビルマン (Devilman – The Demon Bird)                                                                                                 | OVA                                                         |
| 1990 | プロジェケトA子 (Project A-ko) | OVA                                                         |
| 1990 | からくり剣豪伝ムサシロード (Karakuri Kengō Den Musashi Lord, Musashi, the Samurai Lord)                                                |                                                             |
| 1990 | キャッ党 忍伝 てやんでえ (Kyatto Ninden Teyandee, Cat Ninja Legend Teyandee)                                                           |                                                             |
| 1990 | 麿子 (MAROKO) |                                                             |
| 1991 | バ—ンナップ (Burn up!) | OVA                                                         |
| 1991 | らんま 1/2 中国寝崑崙大決戦! 掟やぶりの激闘編!! (Ranma 1/2: Big Trouble in Nekonron, China)                                            | OVA                                                         |
| 1991 | 人魚の森 (Mermaid Forest) | OVA                                                         |
| 1991 | 魔獣戦士ルナ・ヴァルガ— (Demon Warrior Luna Varga)                                                                                     | OVA                                                         |
| 1992 | 絶愛 －１９８９－ (Zetsuai 1989) | OVA                                                         |
| 1992 | 姫ちゃんのリボン (Hime-chan's Ribbon)                                                                                                  |                                                             |
| 1993 | らんま1/2 OVA (Ranma ½ OVA) | OVA                                                         |
| 1993 | 無責任艦長タイラ— (The Irresponsible Captain Tylor)                                                                                    | OVA, Sèrie de TV                                            |
| 1993 | 機動警察パトレイバ—2 the Movie (Patlabor 2: The Movie)                                                                                 | Movie                                                       |
| 1994 | ブル—シ—ド (Blue Seed) |                                                             |
| 1994 | 戦え!! イクサ—1 (Iczer Girl Iczelion)                                                                                                  | OVA                                                         |
| 1995 | プリンセス ミネルバ (Princess Minerva)                                                                                                 | OVA                                                         |
| 1995 | 攻殻機動隊 (GITS, Ghost in The Shell)                                                                                                  | Pel·lícula                                                  |
| 1996 | 爆れつハンタ— (Sorcerer Hunters) |                                                             |
| 1996 | 赤ちゃんと僕 (Baby and Me) |                                                             |
| 1997 | はいぱ—ぽりす (Hyper Police) |                                                             |
| 1997 | 吸血姫美夕 (Vampire Princess Miyu) |                                                             |
| 1999 | 逮捕しちゃうぞ the MOVIE (You're Under Arrest THE MOVIE)                                                                               |                                                             |
| 1999 | 地球防衛企業ダイ・ガ—ド (Dai-Guard) | Pel·lícula                                                  |
| 2001 | ガイスタ—ズ (<i id="mwAW0">Geisters – Fractions of Earth</i>)                                                                          |                                                             |
| 2001 | あなたがここにいてほしい (Zaion: I Wish You Were Here)                                                                                 | OVA                                                         |
| 2001 | レイヴ (Rave Master) |                                                             |
| 2002 | パトレイバ— WXIII (WXIII: Patlabor the Movie 3)                                                                                        |                                                             |
| 2003 | ガンパレ—ド・マ—チ -新たなる行軍歌 (Gunparade March)                                                                                   |                                                             |
| 2004 | イノセンス (<i id="mwAZE">Ghost in The Shell 2: INNOCENCE</i>)                                                                         | Pel·lícula                                                  |
| 2004 | ウルトラマンネクサス (Ultraman Nexus)                                                                                                  |                                                             |
| 2004 | 風人物語 (Windy Tales, Fūjin Monogatari)                                                                                               |                                                             |
| 2005 | スタ—シップ・オペレ—タ—ズ (Starship Operators)                                                                                         |                                                             |
| 2005 | MAKOTO |                                                             |
| 2006 | フェイト/ステイナイト (Fate/Stay Night)                                                                                                | Sèrie de TV                                                 |
| 2006 | 立喰師列伝 – Tachiguishi-Retsuden (<i id="mwAb0">Tachigui: The Amazing Lives of the Fast Food Grifters</i>)                            | Músic i actor                                               |
| 2006 | ひぐらしのなく頃に (Higurashi no Naku Koro ni)                                                                                         |                                                             |
| 2007 | 精霊の守り人 (Seirei no Moribito) |                                                             |
| 2007 | ひぐらしのなく頃に解 (Higurashi no Naku Koro ni Kai)                                                                                   |                                                             |
| 2007 | Mobile Suit Gundam 00 |                                                             |
| 2008 | The Sky Crawlers |                                                             |
| 2009 | Eden of the East |                                                             |
| 2010 | 劇場版フェイト/ステイナイト Unlimited Blade Works (Fate/stay night: Unlimited Blade Works)                                             |                                                             |
| 2010 | 劇場版機動戦士ガンダム00（ダブルオー）-A Wakening of the Trailblazer- (Mobile Suit Gundam 00 the Movie: A Wakening of the Trailblazer) |                                                             |
| 2011 | トワノクオン (Towa no Quon) |                                                             |
| 2011 | 武装中学生 バスケットアーミー (Busou Chuugakusei Basket Army)                                                                          |                                                             |
| 2012 | 009 RE:CYBORG (009 Re:Cyborg) |                                                             |
| 2012 | 非公認戦隊アキバレンジャー (Unofficial Sentai Akibaranger)                                                                             |                                                             |
| 2014 | ばらかもん (Barakamon) |                                                             |
| 2014 | ワールドトリガー (World Trigger) |                                                             |
| 2014 | すべてがFになる (The Perfect Insider)                                                                                                  |                                                             |
| 2015 | 花燃ゆ (Hana Moyu) | Taiga drama                                                 |
| 2015 | わかば＊ガール (Wakaba Girl) |                                                             |
| 2015 | すべてがFになる (Subete ga F ni Naru)                                                                                                  |                                                             |
| 2015 | 機動警察パトレイバーREBOOT (Mobile Police Patlabor: Reboot)                                                                            | ONA, serveix com eposodi extra per a la Japan Animator Expo |
| 2016 | ジョーカー・ゲーム (Joker Game) |                                                             |
| 2016 | モブサイコ100 (Mob Psycho 100) |                                                             |
| 2016 | SERVAMP -サーヴァンプ- (Servamp) |                                                             |
| 2016 | 刀剣乱舞-花丸- (Touken Ranbu: Hanamaru)                                                                                                |                                                             |
| 2017 | ウルトラマンジード- (Ultraman Geed) |                                                             |
| 2017 | 仮面ライダービルド- (Kamen Rider Build)                                                                                                |                                                             |
| 2018 | りゅうおうのおしごと!- (The Ryuo's Work is Never Done!)                                                                                |                                                             |
| 2018 | まんぷく- (Manpuku) | Asadora                                                     |
| 2019 | 消滅都市 (Afterlost) |                                                             |
| 2019 | ノー・ガンズ・ライフ (No Guns Life) |                                                             |
| 2020 | ひぐらしのなく頃に業 (Higurashi: When They Cry – Gou)                                                                                  |                                                             |
| 2021 | ぶらどらぶ (Vladlove) |                                                             |
| 2021 | ひぐらしのなく頃に卒 (Higurashi: When They Cry – Sotsu)                                                                                |                                                             |

Font:

### Pel·lícula
| Year | Title                                                                                      |
| ---- | ------------------------------------------------------------------------------------------ |
| 1987 | 地獄の番犬：赤い目がね (The Red Spectacles)                                                |
| 1991 | ミカドロイド (Mikadroid: Robokill Beneath Disco Club Layla)                                |
| 1991 | 地獄の番犬: ケルベロス (StrayDog: Kerberos Panzer Cops)                                    |
| 1992 | ト—キング・ヘッド (Talking Head)                                                           |
| 1998 | リング (Ring)                                                                              |
| 1999 | リング2 (Ring 2)                                                                           |
| 2000 | サディスティック＆マゾヒスティック (Sadistic and Masochistic)                              |
| 2000 | ガラスの脳 (Sleeping Bride)                                                                |
| 2000 | カオス (Chaos)                                                                             |
| 2001 | アヴァロン (Avalon)                                                                        |
| 2001 | UNLOVED                                                                                    |
| 2001 | 修羅雪姫 (The Princess Blade)                                                              |
| 2002 | 仄暗い水の底から (Aigua fosca)                                                             |
| 2002 | Le Samouraï (Samurai)                                                                      |
| 2002 | Bloody Mallory                                                                             |
| 2004 | 跋扈妖怪传之牙吉 (Kibakichi: Bakko yokaiden)                                               |
| 2004 | 跋扈妖怪传之牙吉2 (Kibakichi: Bakko yokaiden 2)                                            |
| 2005 | めざめの方舟 (Open Your Mind)                                                              |
| 2005 | Namgeuk-ilgi (Antarctic Journal)                                                           |
| 2005 | 七劍(Qī Jian, Seven Swords)                                                                |
| 2005 | 輪廻 (Rinne)                                                                               |
| 2005 | 奇谈 (Kidan)                                                                               |
| 2006 | デスノ—ト (Death Note)                                                                     |
| 2006 | 야수 (Running Wild)                                                                        |
| 2006 | 龍虎門 (Dragon Tiger Gate)                                                                 |
| 2006 | Trapped Ashes                                                                              |
| 2006 | Death Note 2: The Last Name                                                                |
| 2006 | 墨攻(Mo Gōng, A Battle of Wits)                                                            |
| 2007 | 怪谈 (Kaidan)                                                                              |
| 2008 | 葉問 Ip Man                                                                                |
| 2009 | アサルトガールズ (Assault Girls)                                                           |
| 2009 | The Hovering Blade                                                                         |
| 2009 | レイン・フォール 雨の牙, (Foc encreuat)                                                    |
| 2010 | 葉問2 Ip Man 2                                                                             |
| 2010 | インシテミル 7日間のデス・ゲーム (The Incite Mill: A Death Game in 7 Days)                 |
| 2010 | ウルトラマンゼロ THE MOVIE 超決戦！ベリアル銀河帝国 (Ultraman Zero: The Revenge of Belial) |
| 2011 | GANTZ (Gantz)                                                                              |
| 2011 | GANTZ: Perfect Answer (GANTZ: Perfect Answer)                                              |
| 2011 | ラビット・ホラー３Ｄ (Tormented)                                                           |
| 2013 | 狄仁傑之神都龍王 (Young Detective Dee: Rise of the Sea Dragon)                             |
| 2014 | Garm Wars: The Last Druid                                                                  |
| 2015 | 葉問3 Ip Man 3                                                                             |
| 2017 | Biohazard Vendetta                                                                         |
| 2018 | Detective Dee: The Four Heavenly Kings                                                     |
| 2018 | Maquia: When the Promised Flower Blooms                                                    |
| 2019 | 葉問4 Ip Man 4                                                                             |

### Videojocs
| Curs      | Títol                                                                                           | Notes         |
| --------- | ----------------------------------------------------------------------------------------------- | ------------- |
| 1990      | サ ン サ ー ラ ・ ナ ー ガ (Sansara Naga)                                                       | Famicom       |
| 1990      | ブ ラ ッ デ ィ ・ ウ ァ リ ア ー ズ シ ャ ゴ ー ー の Blo (Bloody Warriors: Shangō no Gyakushū) | Famicom       |
| 1992      | ソ ー サ リ ア ン(bruixot)                                                                      | PC Engine     |
| 1994      | Teamー ム ・ イ ノ セ ン ト(Team Innocent: The Point of No Return)                              | PC-FX         |
| 1994      | サ ン サ ー ラ ・ ナ ー ガ ２ (Sansara Naga 2)                                                  | Super Famicom |
| 1998      | デ ィ ー プ フ ィ ア ー(Deep Fear)                                                              | Sega Saturn   |
| 2003      | 信 長 の 野 望 Online (Nobunaga's Ambition Online) (Capítol de Hiryu)                           |               |
| 2007      | FolksSoul - 失 わ れ た 伝 承 - (FolksSoul)                                                     | PlayStation 3 |
| 2007-2010 | 三國 志 Online (Sangokushi en línia)                                                            | PC            |

### Documental
| Curs | Títol                                  |
| ---- | -------------------------------------- |
| 2009 | Apocalipsi: la Seconde Guerre mondiale |

## Premis i distincions
- L'asteroide 117582 Kenjikawai, descobert per Roy A. Tucker el 2005, va ser nomenat en honor seu. El nomenament oficial va ser publicat pel Minor Planet Center el 9 de gener de 2020 (M.P.C. 120069).